# Calvert Jones

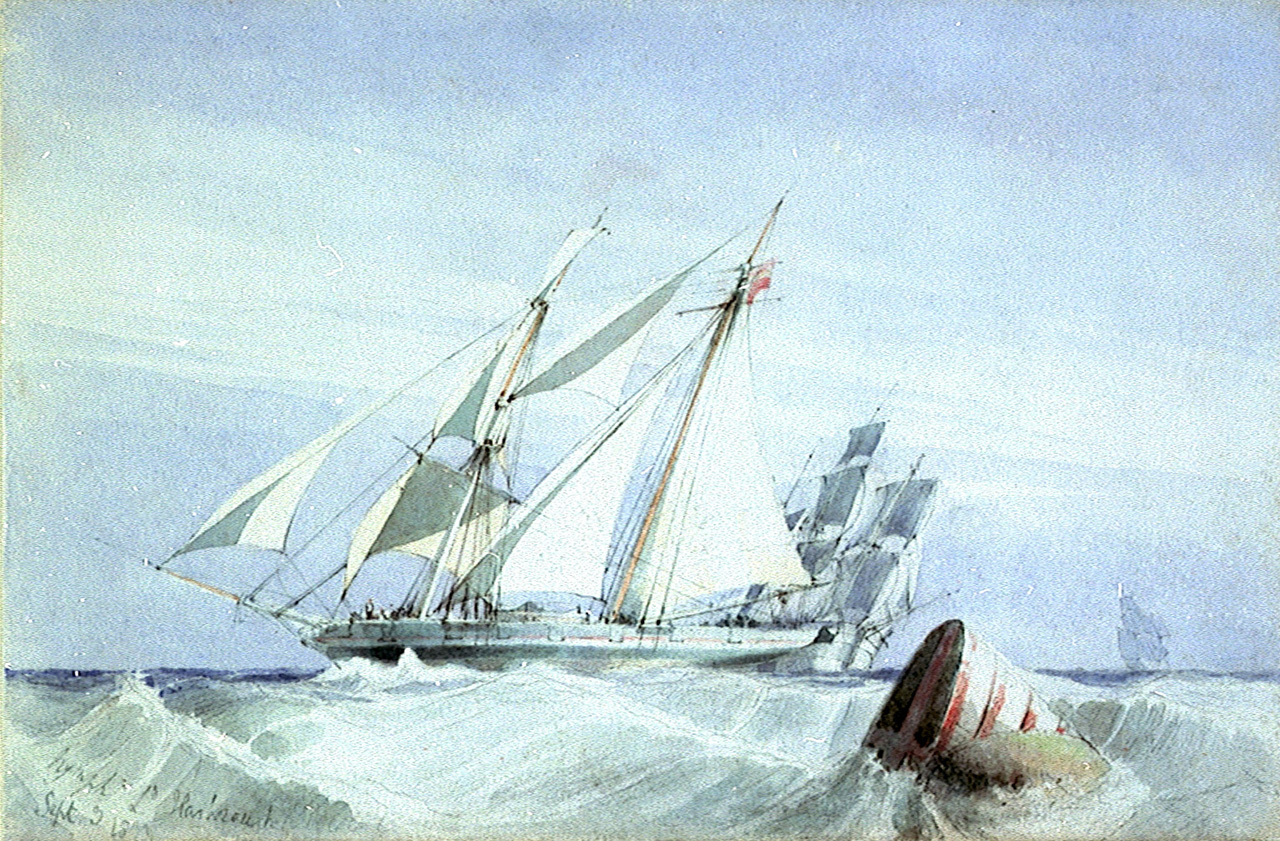
El yate "Nymph"
(Acuarela de Jones, 1834)

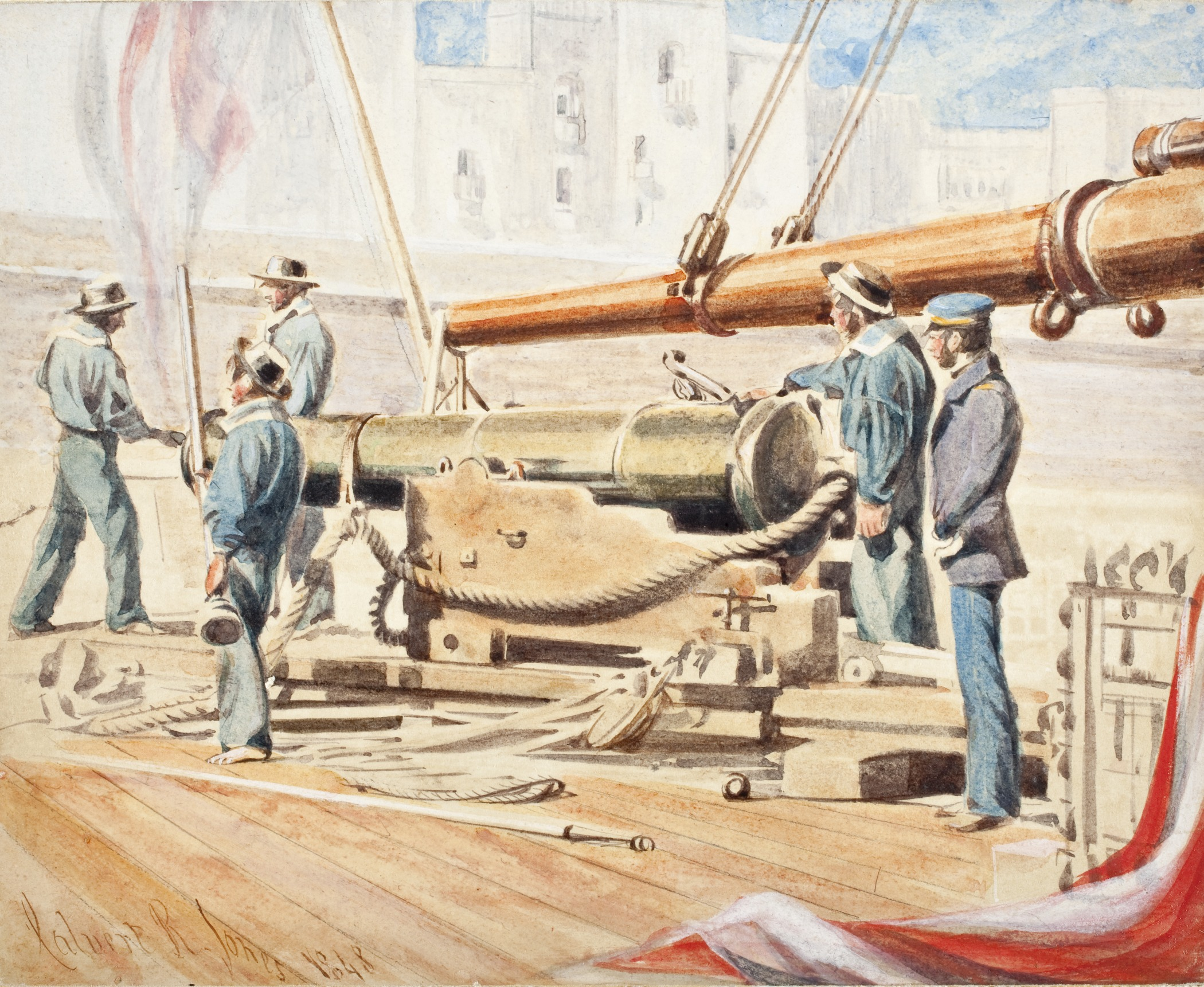
Prácticas de tiro
(Acuarela de Jones, 1848)

Calvert Richard Jones (4 de diciembre de 1804 - 7 de noviembre de 1877) fue un matemático y pintor británico, conocido por sus paisajes marinos.

## Semblanza
Jones pertenecía a una familia rica de Swansea. Fue educado en Eton y en el Oriel College, y fue rector de Loughor. Amigo de John Dillwyn Llewelyn y Christopher Rice Mansel Talbot, se desenvolvió en los mismos círculos que William Fox Talbot. A Jones se le atribuye haber tomado la primera fotografía en Gales, un daguerrotipo de Margam Castle, en 1841, pero no se dedicó a la fotografía como una ocupación regular. Durante las décadas de 1840 y 1850, sin embargo, tomó muchas fotografías del área de Swansea y viajó con su cámara por Francia e Italia. También desarrolló su propia técnica para tomar panorámicas al superponer varias imágenes.
En 1847, heredó la propiedad de Heathfield en Swansea, que mejoró notablemente, y a la que nombró Mansel Street (que todavía sigue en pie) en recuerdo de su hermano. En 1853, se fue a vivir a Bruselas, más adelante regresó a Gran Bretaña y se instaló en Bath, donde murió en 1877, aunque fue enterrado en Swansea, en la iglesia de Santa María (la tumba fue destruida durante la Segunda Guerra Mundial).

## Imágenes
|  |  |